# Pedro Gonzales
Pedro Gonzales (19 de maio de 1943) é um ex-futebolista peruano. Ele competiu na Copa do Mundo de 1970, sediada no México, na qual a seleção de seu país terminou na sétima colocação dentre os 16 participantes.